# Sindrome da encefalopatia posteriore reversibile

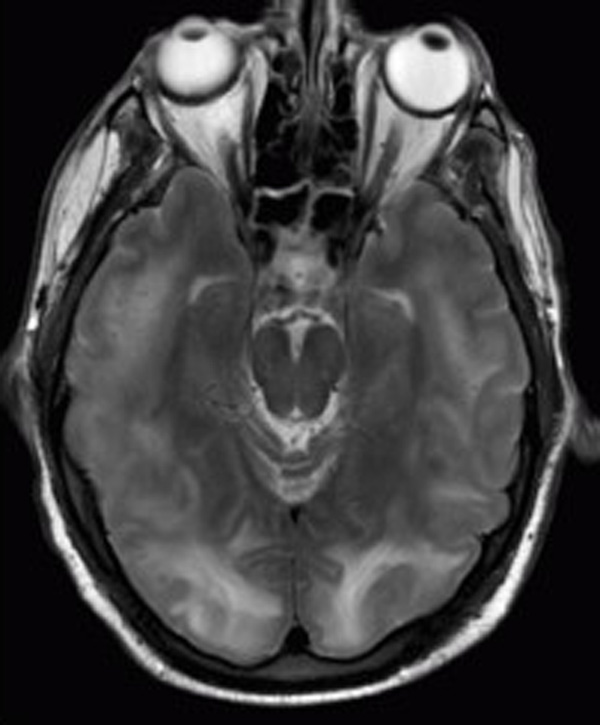
Sindrome da encefalopatia posteriore reversibile come vista tramite risonanza magnetica. Si noti l'area più chiara nella regione parieto-occipitale corrispondente ad una ipertensione intracranica (ottenuta con tecnica T2)

La sindrome da encefalopatia posteriore reversibile (PRES), anche conosciuta come sindrome da leucoencefalopatia posteriore reversibile, è una sindrome caratterizzata da mal di testa, stato confusionario, convulsioni e perdita di vista. Può presentarsi a causa di svariati motivi tra cui principalmente ipertensione maligna, eclampsia e alcuni trattamenti sanitari. Si possono notare edemi cerebrali quando si esegue una risonanza magnetica (RM). I sintomi tendono a scomparire dopo qualche tempo, ma i cambiamenti alla vista possono invece permanere. Questa sindrome è stata descritta per la prima volta nel 1996.

## Segni e sintomi
Tipici sintomi della PRES, in base alla loro frequenza, sono:
- alterazione degli stati mentali (encefalopatia)
- convulsioni
- mal di testa

Meno comunemente possono comparire disturbi visivi, disturbi neurologici (es. perdita di sensibilità di una porzione del corpo...) e stati epilettici.

## Cause
Numerosi fattori sembrano giocare un ruolo importante nella patogenesi della PRES, tra cui terapie immunosoppressive, insufficienza renale, eclampsia, elevata pressione arteriosa, lupus sistemico eritematoso ed emorragia post-parto.

## Diagnosi
La diagnosi è eseguita tramite risonanza magnetica (RM) dell'encefalo. Sono stati descritti tre modelli da ricercare nella tecnica di imaging.

## Terapia
La terapia della PRES dipende dalla causa. Talvolta possono essere utili farmaci anti-epilettici.

## Prognosi
Molti casi si risolvono in 1-2 settimane, tenendo sotto controllo la pressione arteriosa ed eliminando fattori che possono peggiorare questa patologia. Tuttavia alcuni casi possono presentare danni neurologici permanenti consistenti in cambiamenti nella modalità visiva e presenza di convulsioni. Sebbene rara, può sopravvenire talvolta la morte dovuta all'aumento di edema cerebrale, compressione dell'encefalo, aumento della pressione intracranica conseguente e talvolta emorragia cerebrale. PRES può ripresentarsi nel 5-10% dei casi con incidenza maggiore in quelli causati dall'ipertensione rispetto agli altri fattori.

## Epidemiologia
Il numero dei casi annuali di PRES non è conosciuto. Tuttavia si stima che sia una condizione più comune nelle donne rispetto agli uomini.